# Барроу, Тимоти
Тимоти Эрл Барроу (англ. Timothy Earle Barrow, род. 15 февраля 1964) — британский дипломат, посол.

## Биография

### Образование
- Окончил Уорикский университет.
- Изучал английский язык в Оксфордском университете.
- В 1988—1989 годах изучал русский язык.

### Дипломатическая карьера

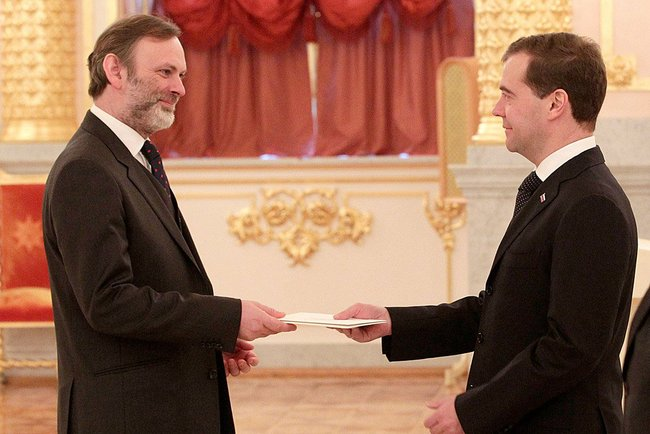
Вручение Барроу верительных грамот Президенту РФ Медведеву, 7 декабря 2011 года

- С 1986 года состоит на дипломатической службе в Форин-офисе.
- В 1987—1988 годах — референт западноевропейского департамента МИД Великобритании.
- В 1988-1989 годах — референт советского отдела МИД Великобритании[2].
- В 1989—1993 годах — второй секретарь посольства Великобритании в Москве.
- В 1993—1994 годах — начальник отдела по делам Российской Федерации департамента по делам Восточной Европы МИД Великобритании.
- В 1994—2000 годах — личный секретарь Министра иностранных дел Великобритании.
- В 2000—2003 годах — начальник департамента внешней политики и безопасности МИД Великобритании.
- В 2003—2005 годах — заместитель директора управления по делам Европейского союза МИД Великобритании.
- В 2005—2006 годах — заместитель директора политического управления МИД Великобритании.
- В 2006—2008 годах — Чрезвычайный и Полномочный Посол Великобритании на Украине.
- С 2008 года — представитель Соединённого Королевства в комиссии по вопросам политики и безопасности Европейского Союза.
- 2 августа 2011 года назначен на пост Чрезвычайного и Полномочного Посла Соединённого Королевства в Москве, сменил предыдущего посла Великобритании Энн Прингл в ноябре того же года[3].

## Награды
- Кавалер Большого креста ордена Святых Михаила Георгия (2020)[4]
- Рыцарь-командор ордена Святых Михаила Георгия (2014)[5][6]
- Кавалер ордена Святых Михаила Георгия (2006)[7];
- Лейтенант Королевского Викторианского ордена[7];
- Член ордена Британской империи (1993)[7][8].

## Семья
Супруга — Элисон Барроу. В браке четверо детей — две дочери и два сына.